# Sainte-Colombe-sur-Loing
Pour les articles homonymes, voir Sainte-Colombe et Loing (homonymie).
Sainte-Colombe-sur-Loing est une ancienne commune française située dans le département de l'Yonne en région Bourgogne-Franche-Comté. Le 1er janvier 2019, elle devient une commune déléguée de Treigny-Perreuse-Sainte-Colombe.

## Géographie
Sainte-Colombe-sur-Loing, commune de 14,8 km2, appartient au canton de Saint-Sauveur-en-Puisaye et à l'arrondissement d'Auxerre, dans le département de l'Yonne (89).
Située à une altitude approximative de 320 m, elle abrite la source du Loing.

## Histoire
Au cours de la Révolution française, la commune, qui portait le nom de Sainte-Colombe ou de Sainte-Colombe-en-Puisaye, fut provisoirement renommée Loing-la-Source.

C'est en 1955 que fut adopté le nom de Sainte-Colombe-sur-Loing.
En 1972, la commune a été absorbée par celle voisine de Treigny en même temps que celle de Perreuse. Elle est redevenue indépendante en 1976.
Le 1er janvier 2019 marque un retour à une commune avec les limites fixées en 1972 à la suite d'un arrêté préfectoral du 29 novembre 2018. Son nom fut initialement Treigny-Perreuse-Sainte Colombe mais un arrêté rectificatif, en date du 17 décembre 2018 corrige le nom de la commune en Treigny-Perreuse-Sainte-Colombe de sorte qu'il corresponde aux normes toponymiques françaises.

## Politique et administration
| Période      | Période  | Identité        | Étiquette | Qualité |
| ------------ | -------- | --------------- | --------- | ------- |
| janvier 2019 | En cours | Chantal Vinardy | SE        |         |

| Période                                  | Période       | Identité        | Étiquette | Qualité |
| ---------------------------------------- | ------------- | --------------- | --------- | ------- |
| Les données manquantes sont à compléter. |               |                 |           |         |
| mars 2008                                | décembre 2018 | Chantal Vinardy | SE        |         |

## Démographie
L'évolution du nombre d'habitants est connue à travers les recensements de la population effectués dans la commune depuis 1793. Pour les communes de moins de 10 000 habitants, une enquête de recensement portant sur toute la population est réalisée tous les cinq ans, les populations de référence des années intermédiaires étant quant à elles estimées par interpolation ou extrapolation. Pour la commune, le premier recensement exhaustif entrant dans le cadre du nouveau dispositif a été réalisé en 2008.
En 2016, la commune comptait 201 habitants, en évolution de +12,29 % par rapport à 2010 (Yonne : −1,95 %, France hors Mayotte : +2,11 %).
| 1793 | 1800 | 1806 | 1821 | 1831 | 1836 | 1841 | 1846 | 1851 |
| ---- | ---- | ---- | ---- | ---- | ---- | ---- | ---- | ---- |
| 594  | 558  | 584  | 622  | 657  | 687  | 678  | 701  | 714  |

| 1856 | 1861 | 1866 | 1872 | 1876 | 1881 | 1886 | 1891 | 1896 |
| ---- | ---- | ---- | ---- | ---- | ---- | ---- | ---- | ---- |
| 727  | 695  | 660  | 641  | 667  | 638  | 626  | 625  | 621  |

| 1901 | 1906 | 1911 | 1921 | 1926 | 1931 | 1936 | 1946 | 1954 |
| ---- | ---- | ---- | ---- | ---- | ---- | ---- | ---- | ---- |
| 602  | 578  | 574  | 490  | 467  | 486  | 394  | 374  | 370  |

| 1962 | 1968 | 1982 | 1990 | 1999 | 2006 | 2008 | 2013 | 2016 |
| ---- | ---- | ---- | ---- | ---- | ---- | ---- | ---- | ---- |
| 313  | 282  | 232  | 219  | 211  | 191  | 185  | 197  | 201  |

## Culture et patrimoine

### Lieux et monuments
L'église Sainte-Colombe de Sainte-Colombe-sur-Loing fait l'objet d'un classement au titre des Monuments historiques depuis 1913.

### Personnalités liées à la commune
- Le botaniste Clodomir Antony Vincent Houard est né à Sainte-Colombe-sur-Loing.

## Pour approfondir